# Волков, Валентин Алексеевич
Валенти́н Алексе́евич Во́лков (19 августа 1936 — 9 августа 2009, Калуга) — русский советский писатель, поэт, член Союза писателей СССР с 1964 года.

## Биография
Родился в селе Ивановское Козельского района (ныне — Калужской области) в крестьянской семье. После школы несколько лет работал в колхозной кузнице молотобойцем. Тогда же и начал писать стихи. Отобрав лучшие произведения, послал их в Москву в Литературный институт, и получил вызов на учёбу. После окончания института занимался профессиональной творческой деятельностью.
Первые стихи Валентина Волкова были опубликованы в 1950 году.
С 1964 года он стал членом Союза писателей СССР. Много лет возглавлял в Калуге творческое литературное объединение «Вега».
В 1998 году стал лауреатом премии имени Л. Леонова.
Основная тема произведений Валентина Волкова — русская деревня. В 2009 году он участвовал в конкурсе на получение Бунинской премии с романом «Печаль о братьях Киреевских» и вышел в финал конкурса. Валентин Волков вошёл в итоговую антологию поэзии «XX век» в числе 700 лучших поэтов прошлого столетия.
Стихотворение Валентина Волкова «Песнь о Калуге» (на музыку Александра Ивановича Типакова) стало гимном города Калуги.
Умер 9 августа 2009 года в Калуге.
Единственная улица родного села писателя Ивановское (Козельский район) носит его имя - улица Валентина Волкова.
До 2023 года дом Валентина Волкова в селе Ивановское оставался в состоянии среднего разрушения, охранялся сельсоветом деревни Лавровск. Весной этого года дом был полностью сожжен при пожаре.

## Книги
- Волков В. А. За Калугою, за Окой. — Калуга, 1962.
- Волков В. А. Солнечный букет. — М., 1963.
- Волков В. А. Улица ветра. — М., 1969.
- Волков В. А. Метелица-жизнь. — М.а, 1973.
- Волков В. А. Жаворонки над снегом. — М.: Советская Россия, 1990. — С. 222. — 10 000 экз. — ISBN 5-268-01097-2.
- Волков В. А. Ивановские косогоры. — М.: Советский писатель, 1974. — 255 с. — 30 000 экз.
- Волков В. А. Подкова счастья. — Тула: Приок. кн. изд-во, 1979. — С. 221. — 11 000 экз.
- Волков В. А. Последняя невеста. — М.: Современник, 1979. — 416 с. — 100 000 экз.
- Волков В. А. Праздники верности. — М.: Современник, 1986. — С. 271. — 100 000 экз.
- Волков В. А. Молоко от бешеной коровы. — Калуга: Золотая аллея, 1997.
- Волков В. А. Печаль о братьях Киреевских. — Калуга: Гриф, 2009.